# Vladimir Smirnov (acteur)
Pour les articles homonymes, voir Smirnov.
Vladimir Nikolaïevitch Smirnov dit Nikolaï Smirnov, né le 22 juin 1942 à Tchernogorsk (Khakassie) et mort le 10 août 2000 à Sofia en Bulgarie, est un acteur de théâtre et de cinéma soviétique puis bulgare. 
Il est surtout connu pour son rôle de Jules Verne dans le film À la recherche du capitaine Grant (1985), tiré du roman de Jules Verne, Les Enfants du capitaine Grant.

## Biographie
Fils d'une interprète Maria Smirnova et de son mari, pilote dans l'armée, Nikolaï Smirnov, il étudie d'abord à l'école militaire Souvorov puis est diplômé du LGITMiK en 1965 dans l'atelier de Boris Sohn (en). Acteur au Théâtre de Léningrad, il se marie en 1967 à une étudiante bulgare, Silvia Spassova, et part avec elle pour la Bulgarie. Il devient alors, à partir de 1969, acteur au Théâtre national de la jeunesse de Sofia. 
Il joue dans divers films soviétiques et bulgares des années 1970-1980, mais son rôle le plus connu reste celui de dans A la recherche du capitaine Grant réalisé par Stanislav Govoroukhine en 1985. 
Il meurt le 10 août 2000 à Sofia, en Bulgarie, des suites d'un accident vasculaire cérébral à l'âge de 59 ans.